# Советская литература
Об издательстве см. Федерация (издательство); Советская литература. Краткий курс.
Литература Советского Союза — совокупность литературных произведений, опубликованных на территории РСФСР и других союзных республик после установления там Советской власти. Она включала в себя, помимо русской, литературу других народов на 88 языках СССР (по данным 1987 года), хотя литература на русском языке была преобладающей. Литература СССР включала в себя и старописьменные литературы (такие как армянская, которая старше русской), но многие национальные литературы создавались на языках, не имевших до Октябрьской революции письменности.
Пролетарская литература превратилась в широкое общественное движение; вокруг неё кипят страсти, полные ненависти, страха, злобы, презрения — с одной стороны, и любви, преданности, восторга, дружбы — с другой. Пролетарской литературе не страшны самые могущественные удары, она имеет уже целый ряд завоеваний и на подмогу к ней подходят свежие силы нашего молодняка.
После 1932 года использовался более узкий по значению термин «советская литература», включавший обязательные признаки партийности, народности и социалистического реализма.
В статье «Советская литература» из «Литературного энциклопедического словаря» (М., 1987) указываются: «ленинские принципы партийности и народности», «на основе метода социалистического реализма», «социалистическая по содержанию, многообразная по национальным формам, интернационалистская по духу», «возникновение качественно новой социальной и интернациональной общности — советского народа».
«Я думаю, что советская литература была великой, советское кино было великим кинематографом, то же можно сказать и о театре, музыке», — считает Даниил Гранин.

## Общий обзор
В 1925 году была принята резолюция ЦК РКП(б) «О политике партии в области художественной литературы». Она делила всех писателей на пролетарских, крестьянских, «попутчиков» и «антипролетарские и антиреволюционные элементы». Пролетарских и крестьянских писателей следовало всячески поддерживать. «Попутчиками» называли писателей из интеллигенции и дворянства, на которых следовало смотреть «как на квалифицированных „специалистов“ литературной техники», добиваясь «перехода их на сторону коммунистической идеологии». «Антипролетарские и антиреволюционные элементы» следовало преследовать.

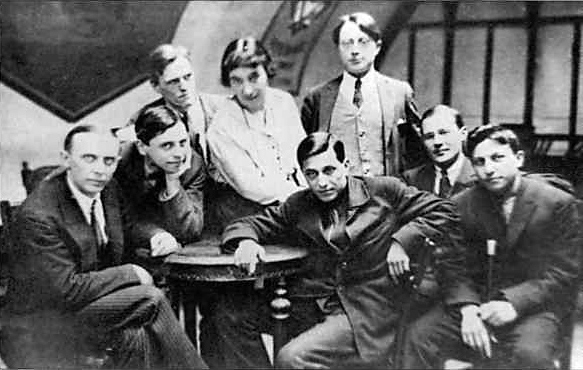
«Серапионовы братья».
Слева направо: К. Федин, М. Слонимский, Н. Тихонов, Е. Полонская, М. Зощенко, Н. Никитин, И. Груздев, В. Каверин

Пролетарские писатели объединились в РАПП («Российскую ассоциацию пролетарских писателей»), крестьянские — в ВОКП («Всероссийское объединение крестьянских писателей»), «попутчики» — в группу «Перевал»; возникли также и другие литературные группировки (ЛЕФ, «Литературный центр конструктивистов», «Молодая гвардия», «Серапионовы братья», ОБЭРИУ).
Официально одобрялась такие произведения, как роман одного из руководителей РАППа Фадеева «Разгром», первая книга стихов крестьянского поэта Исаковского «Провода в соломе», поэма Маяковского «Владимир Ильич Ленин».
В 1928 году были опубликованы первые два тома романа Шолохова «Тихий Дон». Несмотря на то, что большевики в этом романе являются положительными героями, он подвергся резкой критики со стороны прямолинейных партийных идеологов и руководящих деятелей РАППа: Шолохову ставили в вину стремление понять мотивы поведения не только красных, но и белых.
В то же время Булгакову при жизни удалось опубликовать только первую половину его романа «Белая гвардия», а пьеса по нему «Дни Турбиных» шла только в МХАТ. Повесть Булгакова «Собачье сердце» цензура не пропустила, роман Е. Замятина «Мы» удалось опубликовать лишь за рубежом; повесть А. Платонова «Котлован» оставалась неизданной при жизни автора, его роман «Чевенгур» также не был при жизни автора напечатан в полном объёме.

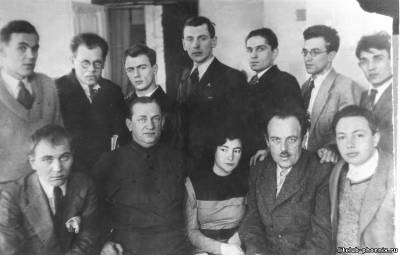
Участники Первого всесоюзного съезда советских писателей (1934 год): Александр Шевцов, Владимир Ставский, Маргарита Алигер, Александр Безыменский, Александр Исбах, Сергей Васильев, Григорий Бровман, Евгений Долматовский, Сергей Михалков, Александр Коваленков, Илья Френкель, Василий Сидоров

В апреле 1932 года было принято постановление ЦК ВКП(б) «О перестройке литературно-художественных организаций», в соответствии с которым были ликвидированы все литературные группы, а вместо них был создан был создан единый Союз советских писателей. Обязательным для всех писателей был объявлен «метод социалистического реализма». Основные идеи любого произведения должны были соответствовать положениям программы ВКП(б), что называлось «принципом партийности». Этим требованиям соответствовали роман Шолохова «Поднятая целина», роман Николая Островского «Как закалялась сталь», повесть Алексея Толстого «Хлеб», прославлявшая Сталина.
Среди множества жертв Большого террора 1937—1938 годов были сотни писателей и поэтов (в частности, Б. Пильняк, Артём Весёлый, Н. Клюев, О. Мандельштам). Из 593 литераторов, участвовавших в Первом всесоюзном съезде советских писателей в 1934 году, были арестованы свыше двухсот.
С другой стороны, наиболее известные и лояльные власти писатели получали шикарные дачи в Переделкино под Москвой, они получали Сталинские премии, их награждали орденами.
В период Великой Отечественной войны 1941—1945 годов стали широко известными злободневные стихи Константина Симонова, Анны Ахматовой, Михаила Исаковского, Ильи Сельвинского, были написаны стихи молодых фронтовиков Михаила Кульчицкого (погиб), Семёна Гудзенко, Иона Дегена, поэмы Александра Твардовского «Василий Тёркин» и «Дом у дороги». Виктор Некрасов написал роман «Сталинград» (под таким заглавием он был опубликован в 1946 году, позже он был переименован в «В окопах Сталинграда»). Во время войны погибли 260 советских писателей.
Через год после окончания войны, в 1946 году, было принято постановление ЦК ВКП(б) «О журналах „Звезда“ и „Ленинград“». В нём указывалась на недопустимость предоставления страниц «таким пошлякам и подонкам литературы, как Зощенко» — автору «омерзительной вещи» под названием «Перед восходом солнца», и Ахматовой, являющейся «типичной представительницей чуждой нашему народу пустой безыдейной поэзии». Оно способствовало исключению Ахматовой и Зощенко из Союза писателей СССР. Журнал «Ленинград» был закрыт, главный редактор «Звезды» В. Саянов был снят с должности. Была ужесточена и без того суровая цензура, стала официально насаждаться так называемая «теория бесконфликтности», означавшая, что в советском обществе нет никаких противоречий, и в советской литературе возможен лишь «конфликт хорошего с отличным». Стали появляться романы, пьесы, поэмы, где жизнь страны, разорённой страшной войной, страдавшей от тирании, изображалась как безмятежный сытый праздник. Одним из ведущих деятелей советской литературы этого времени стал М. Бубеннов, получивший в 1948 году Сталинскую премию за героико-оптимистический пропагандистский роман о войне «Белая береза».
В марте 1953 года умер Сталин. После его смерти обстановка в стране стала постепенно меняться. В 1954 году в журнале «Знамя» была опубликована повесть И. Эренбурга «Оттепель», по названию которой «оттепелью» стали именовать целое десятилетие. В конце 1954 года прошел Второй всесоюзный съезд советских писателей, на котором шла достаточно свободная дискуссия между сторонниками перемен, которые добивались признания их права на поиски в области способов самовыражения, и догматиками-сталинистами. В 1956 году были изданы два больших альманаха: «Литературная Москва» и «Литературная Москва: Сборник второй», которые объединили сторонников перемен. К ним по идеологической направленности примыкает роман Владимира Дудинцева «Не хлебом единым», также изданный в 1956 году.
После Всероссийского совещания по научно-фантастической и приключенческой литературе в 1958 году, как отмечает Владимир Ларионов, шпионский жанр в СССР стали, как говорится, «задвигать под лавку».
Начавшаяся «оттепель» дала возможность для публикации «окопной» правды. Тогда были напечатаны произведения писателей-фронтовиков: Юрия Бондарева: «Батальоны просят огня» (1957), «Последние залпы» (1959); Григория Бакланова «Южнее главного удара» (1957), «Пядь земли» (1959), «Мертвые сраму не имут» (1961), Василя Быкова: «Журавлиный крик» (1961), «Третья ракета» (1962), Константина Воробьёва: «Крик» (1962), «Убиты под Москвой» (1963), Виктора Курочкина: «На войне как на войне» (1965). Это предопределило появление течения, названного «лейтенантской прозой».
В период «оттепели» были изданы лучшие книги стихов поэтов военного поколения: Давида Самойлова, Бориса Слуцкого, Александра Межирова, Евгения Винокурова. 11 сентября 1955 года в Москве прошел первый День поэзии. Поэты читали свои стихи в книжных магазинах, во дворцах, на стадионах, их выступления привлекали тысячи слушателей. Наиболее известными среди молодых поэтов этой эпохи стали Андрей Вознесенский и Евгений Евтушенко.
Лидером художественного развития и демократического обновления общества был возглавлявшийся до 1970 года А. Твардовским журнал «Новый мир». В 1962 году в этом журнале с санкции лично Никиты Хрущева была опубликована повесть Александра Солженицына «Один день Ивана Денисовича» о заключенных сталинских лагерей.
Однако свобода периода «оттепели» имела свои пределы. Никита Хрущев на публичном собрании оскорблял Вознесенского; опубликование в 1957 году за рубежом романа Бориса Пастернака «Доктор Живаго», за который ему в следующем году была присуждена Нобелевская премия по литературе, вызвало ожесточенную травлю Пастернака; изданный в 1961 году альманах «Тарусские страницы» был запрещен; роман В. Гроссмана «Жизнь и судьба» был не только не опубликован, но и все экземпляры его машинописи в 1961 году были изъяты КГБ; в 1964 году молодой, но уже достаточно известный поэт Иосиф Бродский был приговорен к ссылке по обвинению в «тунеядстве».
Уже после последовавшего в 1964 году отстранения Хрущева от власти в 1965 году были арестованы Андрей Синявский и Юрий Даниэль, опубликовавшие свои произведения за рубежом под псевдонимами. Процесс Синявского и Даниэля по обвинению их в антисоветской агитации и пропаганде, прошедший в 1966 году, вызвал в писательской среде протесты и сочувствие к преследуемым.
После отставки Хрущёва положение Твардовского и его журнала «Новый мир» стало сложным. Твардовскому так и не удалось опубликовать свою последнюю поэму «По праву памяти», повесть Солженицына «Раковый корпус» и его роман «В круге первом». Против Твардовского стали выдвигать политические обвинения. Наконец, 20 февраля 1970 года секретариат Союза писателей принял решение вывести из состава редколлегии «Нового мира» друзей и ближайших сотрудников Твардовского, а на их место принять его противников. После этого Твардовский подал заявление об уходе с поста главного редактора.
Сразу после расправы с «Новым миром» процесс вытеснения из советской литературы писателей и поэтов, порожденных «оттепелью», пошёл быстро. В 1972 году власти заставили эмигрировать И. Бродского, в 1974 году был вынужден эмигрировать В. Некрасов и в том же году был арестован и выслан из СССР А. Солженицын.
В 1979 году власти расправились с авторами альманаха «Метрополь»: одни были исключены из Союза писателей, другие были принуждены эмигрировать и лишены советского гражданства.
Во второй половине 1960-х годов и в 1970-е годы развивались литература о Великой Отечественной войне (получившая новые стимулы благодаря творчеству Василя Быкова и Вячеслава Кондратьева).
Также этот период был периодом расцвета «деревенской прозы». Хотя отдельные произведения, критически осмысляющие колхозный опыт, начали появляться уже с начала 1950-х (очерки Валентина Овечкина, Александра Яшина, Анатолия Калинина, Ефима Дороша), только к середине 1960-х годов «деревенская проза» достигла такого уровня художественности, чтобы оформиться в особое направление (большое значение имел для этого рассказ Александра Солженицына «Матрёнин двор»). Тогда же возник и сам термин. Крупнейшими представителями этого направления были Фёдор Абрамов, Василий Белов, Валентин Распутин. Яркими и самобытными представителями «деревенской прозы» младшего поколения стали писатель Владимир Солоухин и кинорежиссёр В. М. Шукшин.
В произведениях Юрия Трифонова высшей точки развития достигла «городская проза» («городская повесть»). Что касается поэзии, то в 1970-е годы продолжали творчество поэты военного поколения (Д. Самойлов, А. Межиров, Е. Винокуров); при этом военная тема у них оттеснялась на второй план вечными темами смысла и цели жизни, смерти, любви и одиночества и т. д. Наконец, в 1970-е годы выдвинулись на первый план авторы «тихой поэзии», которые избегали политической и социальной проблематики — Иосиф Бродский, Александр Кушнер, Олег Чухонцев и другие.
После начала перестройки в 1986 году и фактической отмены цензуры началась публикация произведений «задержанной литературы» — произведений, которые ранее в СССР были запрещены или же их авторы даже не пытались их опубликовать. Это «Новое назначение» Александра Бека (1986), «Дети Арбата» Анатолия Рыбакова (1987), «Ночевала тучка золотая» Анатолия Приставкина (1987), «Жизнь и судьба» Василия Гроссмана (1988), «Белые одежды» Владимира Дудинцева (1989). В СССР также стали печататься произведения писателей-эмигрантов.
С перестройкой в русскую литературу вошло новое яркое поколение писателей — В. Пелевин, Т.Толстая, Л. Улицкая, В. Сорокин, А. Слаповский, В. Тучков, О. Славникова, М. Палей. Проза С. Каледина, О. Ермакова, Л. Габышева, А. Терехова, Ю. Мамлеева, В. Ерофеева, Л. Петрушевской затрагивала ранее запретные темы армейской «дедовщины», жестокости по отношению к заключенным, быта бездомных, проституции, алкоголизма, бедности.

## Социалистический реализм
- Максим Горький (1868—1936) — «основоположник литературы социалистического реализма, родоначальник советской литературы»[6]. Несмотря на официальное признание, многие современные критики и исследователи творчества Горького отрицают его принадлежность к соцреализму.[7][8]
- Фёдор Гладков
- Леонид Леонов
- Николай Островский
- Борис Полевой
- Александр Серафимович
- Александр Фадеев
- Константин Федин
- Дмитрий Фурманов
- Михаил Шолохов

## Поэзия
- Владимир Маяковский
- Сергей Есенин
- Борис Пастернак
- Анна Ахматова
- Марина Цветаева
- Роберт Рождественский
- Евгений Евтушенко
- Андрей Вознесенский
- Белла Ахмадулина
- Константин Симонов

## Неофициальная советская литература
- Литература русского зарубежья

### «Попутчики»
см. «попутчики»
- Исаак Бабель
- Андрей Белый
- Артём Весёлый
- Евгений Замятин
- Михаил Зощенко
- Всеволод Иванов
- Юрий Олеша
- Борис Пастернак
- Борис Пильняк

### Маргинальная советская литература
- Члены ОБЭРИУ:
  - Даниил Хармс
  - Александр Введенский
  - Константин Вагинов
  - Игорь Бахтерев
  - Дойвбер Левин
  - Юрий Владимиров
- Михаил Булгаков
- Леонид Добычин
- Сигизмунд Кржижановский
- Андрей Платонов
- Павел Улитин
- Венедикт Ерофеев
- Юрий Мамлеев

### Диссидентская литература
см. Диссидентское движение в СССР
- Александр Солженицын
- Василий Аксёнов
- Андрей Синявский (Абрам Терц)
- Эдуард Лимонов
- Сергей Довлатов

## Фантастика
- Михаил Булгаков
- Александр Грин
- Евгений Замятин
- Александр Беляев
- Алексей Николаевич Толстой
- Иван Ефремов
- Александр Казанцев
- Олесь Бердник
- Братья Стругацкие
- Кир Булычёв
- Святослав Логинов
- Андрей Лазарчук
- Любовь и Евгений Лукины

## Детективы
см. Детектив
- Илья Ильф и Евгений Петров
- Братья Вайнеры
- Юлиан Семёнов

## Приключенческая литература
В начале 1920-х годов молодежь, как и прежде, увлекалась дореволюционной приключенческой литературой, и, выступая в октябре 1922 года на V съезде комсомола, член ЦК Н. И. Бухарин предложил для отвлечения читающей молодежи от буржуазных книг, создать книги о «красных пинкертонах». На съезде было принято решение о срочном выпуске изданий, в которых в романтично-героической форме будут представлены революционное подполье, гражданская война, ВЧК, милиция, Красная армия и советские учёные.
На призыв откликнулись многие начинающие писатели. Так в 1923 году была выпущена повесть Павла Бляхина «Красные дьяволята», по мотивам которой был снят художественный фильм (1923), пользовавшийся огромным успехом у публики.
Но далеко не все ранние попытки создания приключенческой литературы были успешными. Лев Успенский с большой иронией вспоминал свою детективную повесть «Запах лимона», написанную с намерением «разбогатеть». Выходили такие книги как «Харита, её жизнь и приключения, а также подробный рассказ о том, как был найден город Карла Маркса» Льва Гумилевского (1926), «Комсомольцы в Африке» В. Тупикова, «Дело Эрье и К» М. Протасевича и Н. Саблина и т. п.
В 1923—1924 гг. по распоряжению библиотечного отдела Главполитпросвета в Петрограде из библиотек были реквизировано множество книг для массового читателя. По словам Н. К. Крупской, «это была простая охрана его (читателя) интересов».
Впоследствии к жанру приключенческой литературы обращались советские писатели Ф. Гладков, Вс. Иванов, А. Малышкин, Л. Сейфуллина, А. Серафимович и др.
К началу 1930-х годов советская литература составляла около 40 % всех прочитанных молодёжью книг (см. «Что читает рабочая молодежь». М: 1930. с. 52-53).
- Константин Нефедьев

## Детская литература
Издавалась детская и молодёжная периодика:
журналы «Мурзилка», «Сельская молодежь», «Техника — молодежи», «Юный натуралист», «Молодая гвардия», «Вокруг света»;
газета «Пионерская правда».
Известные писатели: А. Н. Толстой, Борис Житков и Виталий Бианки (писатели-натуралисты), Юрий Олеша, Аркадий Гайдар, Валентин Катаев, Лев Кассиль, Лазарь Лагин, Николай Носов, Александр Волков, Кир Булычёв, Владислав Крапивин, Эдуард Успенский, Владимир Сутеев, Анатолий Рыбаков (1911—1998), Рувим Фраерман, Юз Алешковский, Виктор Драгунский и др.
В поэзии: Владимир Маяковский, Зинаида Александрова, Юнна Мориц, Агния Барто, Корней Чуковский, Самуил Маршак, Борис Заходер и др.

## Литература на других языках СССР, кроме русского

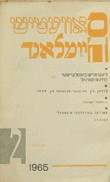
Журнал «Советиш геймланд» на идиш

## Поэты
- Агния Барто
- Самуил Маршак
- Юрий Энтин